# Михальки (Псковская область)
Михальки — деревня в Великолукском районе Псковской области России. Входит в состав Лычёвской волости.

## География
Деревня расположена на 456-м километре автодороги Балтия Москва — Рига, в 6 км к юго-востоку от райцентра Великие Луки (11 км по шоссе), высота над уровнем моря 162 м. Ближайший населённые пункты — деревни Горивицы в 600 м к юго-востоку и Албашкино в 1 км на восток.

## Население
| 2001 | 2002 | 2010 |
| ---- | ---- | ---- |
| 49   | ↗62  | ↘41  |

Численность населения деревни по состоянию на начало 2001 года составила 49 жителей.

## Известные уроженцы
Михальки — родина Героя Советского Союза Петра Шлюйкова.